# Birmania en los Juegos Olímpicos de Tokio 1964
Birmania estuvo representada en los Juegos Olímpicos de Tokio 1964 por un total de 11 deportistas masculinos que compitieron en 5 deportes.
El equipo olímpico no obtuvo ninguna medalla en estos Juegos.